# Karosseriewerke Otto Kühn

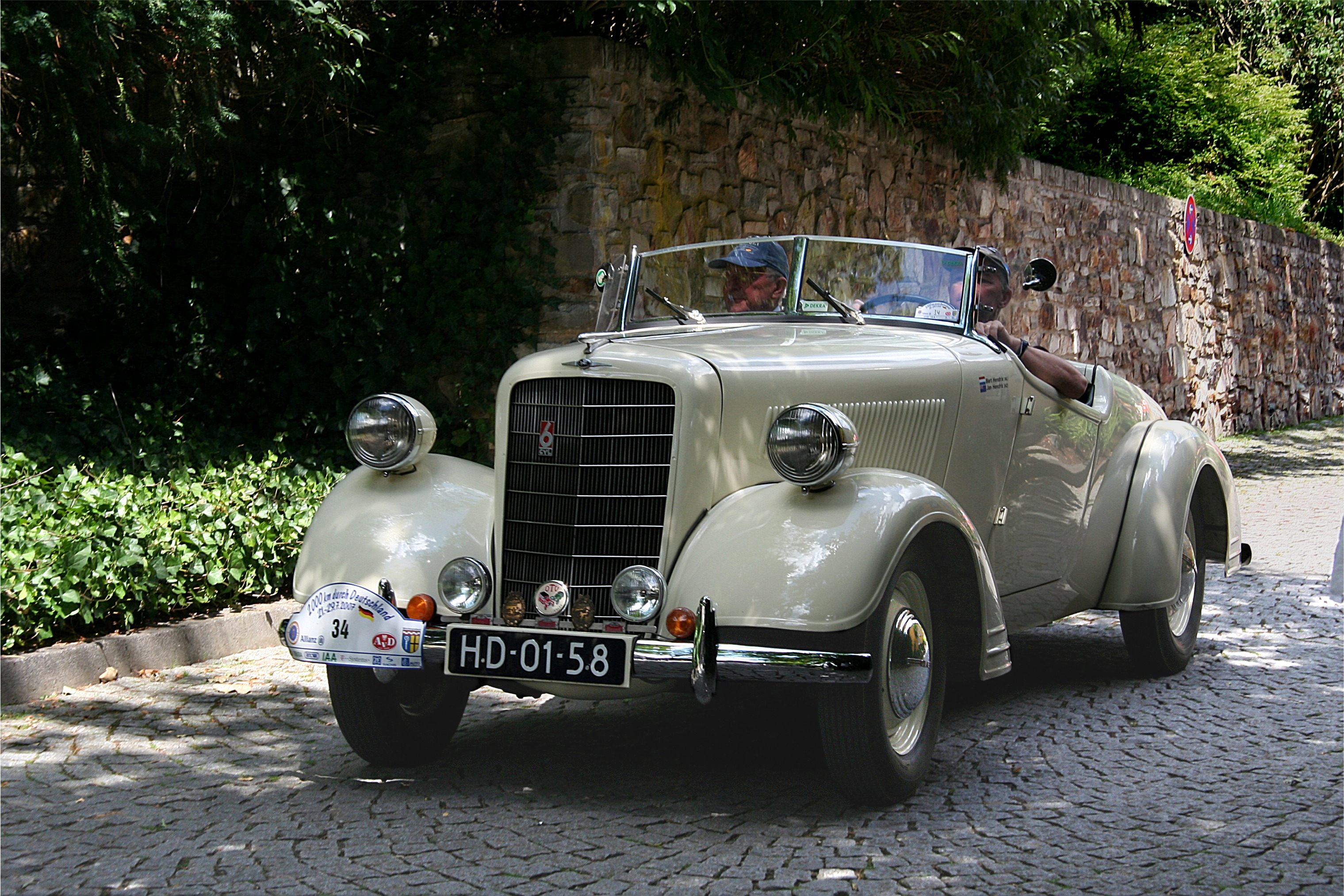
Opel Super 6 mit Roadster-Karosserie von Kühn

Die Karosseriewerke Otto Kühn waren ein deutsches Karosseriebau-Unternehmen, das aus einer Stellmacherei hervorging und in Halle (Saale), in der Merseburger Straße () ansässig war.

## Geschichte
In den 1920er-Jahren war das Unternehmen Hauptlieferant für Sonderkarosserien der Adam Opel AG und Opel-Generalvertreter in Halle (Saale). Die Karosserien aller Art, die Opel nicht selbst fertigte, wurden in Kleinserien hergestellt, zum Beispiel Kombis, Taxis und Cabriolets. Ab 1925 stellte Kühn Karosserien für den Opel 10/40 PS und ab 1927, in Fließbandarbeit, Limousinen auf Basis des Opel 4/16 PS her. Ab 1928 begann man auch zwei- und viersitzige Cabriolets, Kombis, Taxis, Krankenkraftwagen und Kleinomnibusse mit Motoren von 1100 bis 2000 cm³ Hubraum zu fertigen.
In den Jahren 1928 und 1929 bot Kühn den Opel 8/40 PS mit einigen Änderungen am Fahrgestell und am Kühler als eigenes Fabrikat Kühn 8/40 PS an. Das Fahrzeug hatte einen Sechszylindermotor. Der Kühn 8/40 PS hatte neben dem Markenemblem von Kühn eine wappenförmige Kühlerfigur, die einen aufsteigenden Mond zwischen zwei sechsstrahligen Sternen zeigt und dem Wappen der Stadt Halle (Saale) nachempfunden ist.
Im August 1931 kam das Unternehmen aufgrund der Schließung des Bankhaus H. F. Lehmann infolge der Weltwirtschaftskrise in Zahlungsschwierigkeiten, die jedoch durch eine Sanierung behoben werden konnten.  Im Jahr 1945 wurde es enteignet, die Anlagen gingen im VEB Karosseriewerke Halle des Industrieverbands Fahrzeugbau auf.